# Umiro
Umiro — инди-игра и головоломка, созданная независимой сингапурской студией Diceroll Studios. В представленной игре, игрок должен чертить линии для двух персонажей, чтобы они смогли добраться до кристаллов и одновременно не столкнуться с опасностями на пути. Сюжет повествует о Хьюи и Сатуру, которые оказались в мире «Умиро» и должны восстановить свои воспоминания прошлого.
Критик дали смешанные оценки игре, с одной стороны похвалив её за художественную эстетику и саму идею игрового процесса, но также раскритиковав отсутствие оригинальных идей при дальнейшем прохождении и одинаковость представленных уровней.

## Игровой процесс
Игра представляет собой двухмерную головоломку, где каждый уровень представлен небольшим участком, где один герой, а позже два героя должны добраться до кристаллов. Цвет кристалла соответствует цвету накидки персонажа. Игрок должен начертить линию до кристалла и после нажатия кнопки «играть», он наблюдает, как персонаж пытается добраться до кристалла по заданному пути. Однако на пути героев ждут опасности в виде чёрных перемещающихся сфер или огненных преграждений, от которых можно избавится, активировав кнопку на полу. Смерть одного из персонажей заканчивается перезагрузкой уровня или возвращением к последней точки сохранения, если в уровне требуется добраться до нескольких кристаллов. Поздние уровни вводят дополнительные механики, например щиты, которые можно один раз использовать против чёрных сфер и сферы в виде снежинок, которые замораживают чёрные сферы на несколько секунд.
История повествует об одноклассниках Хьюи и Сатуру, которые лишились памяти и попали во вселенную «Умиро». Фрагменты их памяти заперты в кристаллах и поэтому единственный способ вернуть все вспоминания — добраться до всех кристаллов. На каждом уровне также имеется жёлтый кристалл. Нет необходимости его разбивать, однако жёлтые кристаллы раскрывают подробности воспоминаний героев. Так, герои узнают, что учились в одной школе, а также что Хьюи был хорошим другом Сатуру и защищал её от задир. Их последние воспоминания связаны с внезапным пожаром, начавшимся в школе. В конце концов становится ясно, что герои всё это время прибывали в коме и Сатуру удаётся пробудится, однако Хьюи решает остаться в мире «Умиро».

## Разработка
Разработкой игры занималась независимая сингапурская студия Diceroll Studios, основанная в 2015 году группой студентов из Сингапурского университета технологий и дизайна. Тогда задача студентов заключалась в работе играми или программами по заказу сторонних клиентов. Когда команда решила создать свою первую игру, она решила связать её с темой финансовой грамотности и таких понятий, как инвестиции, страхование, сбалансированный риск и вознаграждение. Созданная игра re: color однако не заинтересовала заказчика. После окончания стажировки, команда решила не распадаться, а заняться дальнейшей разработкой собственного проекта уже на основе игрового процесса re: color, но отказаться от финансовой тематики, как потенциально неинтересной игрокам. Команда долгое время вела споры насчёт того, с какой темой они должны были связать игру. После демонстрации прототипа на мероприятии Casual Connect Asia, игроки сочли игру слишком жестокой и разочаровывающей. После этого, разработчики решили пересмотреть некоторые базовые особенности игрового процесса и упростить его. Демонстрация игры на поздних выставках сыскала уже более положительные отзывы. Работая над историей, разработчики хотели сохранить таинственную атмосферу, а саму историю расплывчатой и открытой для интерпретаций, в надежде, что двусмысленность истории найдёт отклик у игроков. Также команда заметила, что для игрока, ищущего ответ, что такое Умиро и что происходит с главными героями, косвенная подсказка лежит в британском телешоу «Жизнь на Марсе», которым разработчики также вдохновлялись. Работая над художественным стилем, команда вдохновлялась игрой Monument Valley, считая его просто подходящем для своей игры.
Разработчики долгое время не могли найти подходящего издателя для игры, так как большинство из них требовали сделать Umiro условно бесплатной, однако команда считала, что это идёт в разрез с художественной идеей игры. В конце концов команде удалось договориться с издателем Devolver Digital, занимающимся выпуском премиальных платных мобильных игр.

## Критика
| Сводный рейтинг       | Сводный рейтинг          |
| Агрегатор             | Оценка                   |
| --------------------- | ------------------------ |
| Metacritic            | 74/100 (iOS) 73/100 (ПК) |
| Иноязычные издания    |                          |
| Издание               | Оценка                   |
| AppAdvice             | 9,2                      |
| KickMyGeek            | 8,5/10                   |
| 148apps               | [ 8 ]                    |
| The Overpowered Noobs | 7/10                     |
| COGconnected          | 54 %                     |

Игровые критики оставили в основном смешанные оценки об игре, средняя оценка по версии Metacritic составляет 74 и 73 баллов из 100 возможных на мобильных устройствах и персональных компьютерах.
Часть критиков оставили положительные оценки игре, например представитель сайта AppAdvice назвал Umiro великолепной и успокаивающей головоломкой, наполненной тайнами и трепетом, которая подойдёт человеку, желающему отвлечься от стресса и отвлечься на некоторое время от реальности. Хотя визуальная эстетика явно вдохновлена игрой Monument Valley, игровой процесс Umiro по мнению критика чувствуется достаточно оригинальным. Представленные локации изобилуют разнообразными красками, игру также украшает приятный саундтрек. Критик также похвалил сложность игры, заметив, что хотя первые уровни достаточно просты, их сложность достаточно быстро повышается, но не до такой степени, чтобы подавлять игрока.
Критик сайта Darktation, обозревая версию игры для персональных компьютеров заметил, что Umiro стала для него одним из немногих примеров удачного портирования мобильной игры на персональные компьютеры, учитывая, что на рынке мобильных игр преобладает количество над качеством. Критик похвалил Umiro за её визуальный стиль, а также назвал игру «не слишком сложной, но и не слишком лёгкой». Критик сайта KickMyGeek назвал Umiro графически привлекательной игрой, простой для освоения, но сложной в реализации, подходящей для игроков любого возраста, но с короткой длинной. Представитель сайта Multiplayer назвал игру примером хорошего дизайна головоломки, немного однообразным, но и отличным решением для мобильной игры.
Часть критиков оставили сдержанные оценки об игре, например представитель сайта 148apps заметил, что с первого взгляда Umiro выглядит, как потрясающая и соблазнительная головоломка с приятной эстетикой в стиле Monumenty Valley и интересной игровой механикой, однако немного поиграв в игру, в глаза всё больше бросается крайне однотипная игровая механика, а каждый новый уровень начинает казаться всё более знакомым. Уровни изобилуют повторениями, а решение многих задач сводится к методу проб и ошибок, а не логическим решениям. Критик заметил, что в Umiro лучше играть небольшими отрывками. Он также подытожил, что Umiro нельзя назвать плохой игрой, но просто амбициозным, но не до конца удачным экспериментом разработчиков-новичков. Похожее мнение оставил критик New Game Network, заметив, что интересная концепция и эстетика игры рушатся об неумело созданный игровой процесс, где прохождение сводится к пробам и ошибкам, игровая механика «планируй/выполняй» не даёт игроку места для планирования и изучения уровня. А особенно на последних уровнях замечаются повторения и отсутствие оригинальных идей.